# A3-as autópálya (Horvátország)

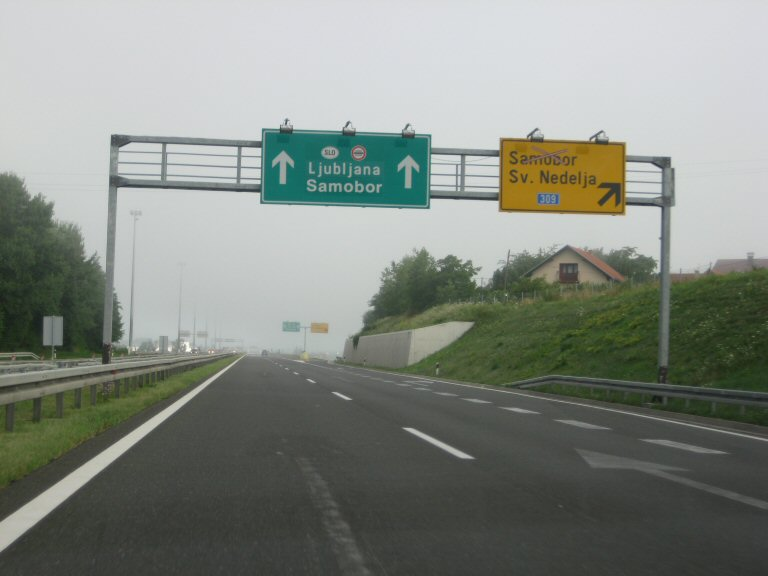
Az A3-as a szlovén határ felé Samobornál

Az A3 autópálya (horvátul: Autocesta A3) kelet felé haladva köti össze Zágrábot a szerb határral. Az autópályán útdíjat kell fizetni, kivéve a zágrábi körgyűrűhöz tartozó részért.

## Története
Még a jugoszláv időkben kezdték el az építését, A1 vagy "A testvériség és egység autópálya" (horvátul: Autoput bratstva i jedinstva) néven. Az autópálya építése válasz volt a horvát tavasz törekvéseiben szereplő Zágráb-Zára irányú - ma A1-es autópálya - 1970-1972. között elkészült, majd évtizedre leállított fejlesztéseknek. 
Az akkori államszövetség legfontosabb autópályája volt, összekötve a tagállamok székhelyeit Belgráddal, egyben a NSZK-Ausztria-Karavanka alagút-Jugoszlávia-Görögország vendégmunkás és tranzit forgalom legfontosabb útja volt a vasfüggöny megkerülésével. A délszláv háború 1991-es kirobbanásával jelentőségét elveszítette, amit az Európai Unió bővülése és az időközben létrejött schengeni határok nélküli zóna következtében ma már a Magyarországon átvezető útvonal tölt be.
| Városok (tól; ig)           | Hossza    | Építési év |
| Építés helye                | -         | 1977       |
| Jankomir - Lučko            | 5,85 km   | 1979       |
| Ivanja Reka - Lipovljani    | 76,52 km  | 1980       |
| Lučko - Ivanja Reka         | 22,15 km  | 1981       |
| Lipovljani - Okučani        | 35,82 km  | 1985       |
| Okučani - Prvča             | 7,50 km   | 1986       |
| Prvča - Bródstupnik         | 40,56 km  | 1988       |
| Bródstupnik - Bród-nyugat   | 8,80 km   | 1989       |
| Bród-nyugat - Bród-kelet    | 11,40 km  | 1991       |
| Bród-kelet - Oprisavci      | 10,90 km  | 1996       |
| Oprisavci - Velika Kopanica | 16,9 km   | 1999       |
| Bregana - Jankomir          | 13,67 km  | 2000       |
| Velika Kopanica - Županja   | 25,95 km  | 2003       |
| Županja - Lipovac           | 29,43 km  | 2006       |
| Lipovac - szerb határ       | 0,99 km   | 2006       |
| Összesen                    | 306,44 km | 2006       |

## Európai útszámozás
| Szám | Útvonal                                         |
| ---- | ----------------------------------------------- |
|      | Zágráb elkerülő (Čvor Ivanja Reka - Čvor Lučko) |
|      | / Bregana - Felsőlipóc (Lipovac) /              |

## Díjmentes szakaszok
A Zágrábot elkerülő szakasz.